# جیسون لی (بازیگر)
جیسون لی (انگلیسی: Jason Michael Lee؛ زاده ۲۵ آوریل ۱۹۷۰) یک هنرپیشه اهل ایالات متحده آمریکا است. وی از سال ۱۹۸۹ میلادی تاکنون مشغول فعالیت بوده‌است.
او با بازی در مجموعه آلوین و سمورچه‌ها (فیلم ۲۰۰۷) به شهرت فراوانی رسید.

## گزیده فیلمشناسی
از فیلم‌ها یا برنامه‌های تلویزیونی که وی در آن نقش داشته‌است می‌توان به آثار زیر اشاره کرد.
- زندگی دیوانه من (۱۹۹۳)
- پاساژگردها (۱۹۹۵)
- به دنبال امی (۱۹۹۷)
- آشپزی آمریکایی (فیلم) (۱۹۹۸)
- دشمن ملت (۱۹۹۸)
- جزم‌اندیشی (فیلم ۱۹۹۹) (۱۹۹۹)
- تقریباً مشهور (۲۰۰۰)
- جی و باب ساکت پاتک می‌زنند (۲۰۰۱)
- آسمان وانیلی (۲۰۰۱)
- دزدیدن هاوارد (۲۰۰۲)
- به دنبال رؤیا (۲۰۰۳)
- دختر جرسی (فیلم ۲۰۰۴) (۲۰۰۴)
- شگفت‌انگیزان (۲۰۰۴)
- تصنیف جک و رز (۲۰۰۵)
- من عاشق کار شما هستم (۲۰۰۵)
- فروشنده‌ها، قسمت دوم (۲۰۰۶)
- خانه هیولا (۲۰۰۶)
- آندرداگ (۲۰۰۷)
- آلوین و سمورچه‌ها (فیلم) (۲۰۰۷)
- آلوین و سمورچه‌ها: اسکوئیکل (۲۰۰۹)
- قانون‌شکن (فیلم ۲۰۱۰) (۲۰۱۰)
- میدان کلمبوس (فیلم) (۲۰۱۱)
- آلوین و سمورچه‌ها ۳ (۲۰۱۱)
- رفتار بد (۲۰۱۴)
- آلوین و سمورچه‌ها (فیلم ۲۰۱۵) (۲۰۱۵)
- نام من ارل است (۲۰۰۵–۲۰۰۹)
- بابای آمریکایی! (۲۰۰۶)
- داستان زندگی هوپ (۲۰۱۰–۲۰۱۳)
- سه خرس ساده لوح (2015–present)